# Weinzierl am Walde
Weinzierl am Walde är en ort och kommun  i Österrike. Den ligger i distriktet Krems i förbundslandet Niederösterreich, 70 km väster om huvudstaden Wien.
Kommunen består av tolv orter (Ortschaften) (inom parentes invånarantal 1 januari 2024):

- Großheinrichschlag (141)
- Habruck (66)
- Himberg (69)
- Lobendorf (70)
- Maigen (69)
- Neusiedl (3)
- Nöhagen (197)
- Ostra (60)
- Reichau (52)
- Stixendorf (179)
- Weinzierl am Walde (238)
- Wolfenreith (57)